# Taylor & Francis

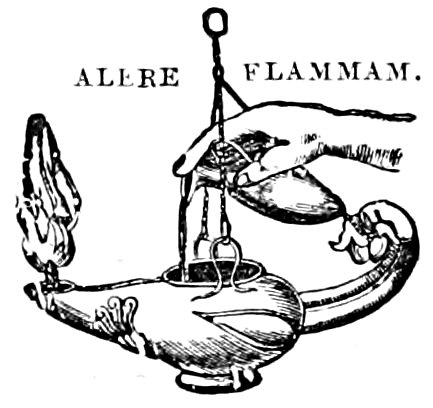
Biểu tượng trước kia của Taylor & Francis trên một ấn phẩm năm 1900

Taylor & Francis Group là một công ty quốc tế từ Anh Quốc chuyên xuất bản sách và tập san học thuật. Nó là một chi nhánh của Informa plc, một công ty xuất bản và hội nghị của Vương quốc Anh.